# Miszory
Miszory is een plaats in het Poolse district  Sochaczewski, woiwodschap Mazovië. De plaats maakt deel uit van de gemeente Brochów en telt 250 inwoners.